# Kanat Musatajew
Kanat Bektileuuły Musatajew, kaz. Қанат Бектілеуұлы Мұсатаев, ros. Канат Бектлеуович Мусатаев, Kanat Biektleuowicz Musatajew (ur. 6 czerwca 1970 w Kyzyłordzie, Kazachska SRR) – kazachski piłkarz, grający na pozycji obrońcy, trener piłkarski.

## Kariera piłkarska

### Kariera klubowa
Wychowanek Szkoły Sportowej w Kyzyłordzie. W 1992 rozpoczął karierę piłkarską w klubie SKIF Ordabasy Szymkent. W 1996 przeszedł do Munajszi Aktau. Od 1997 występował w klubach Szachtior-Ispat-Karmet Karaganda, Sintez/Dostyk Szymkent, Irtysz Pawłodar, FK Taraz, Aktobe-Lento Aktobe, Jesil-Bogatyr Petropawł i Kajsar Kyzyłorda. W 2003 powrócił do FK Taraz. W 2004 przeniósł się do Jassy Sajram, w którym zakończył karierę piłkarza.

### Kariera reprezentacyjna
W latach 1992–1996 bronił barw narodowej reprezentacji Kazachstanu.

## Kariera trenerska
Po zakończeniu kariery piłkarza rozpoczął pracę szkoleniowca. W 2004 pomagał trenować Ordabasy Szymkent. W następnym roku był menedżerem Szachtiora Karaganda. W 2006 prowadził amatorski Żieleznodorożnik Ałmaty. Potem ponownie pomagał trenować Ordabasy Szymkent. W 2011 został mianowany na stanowisko głównego trenera Tarlan Szymkent. Od lutego 2012 pracuje jako wicedyrektor sportowy Kazachskiej Federacji Futbolu.

## Sukcesy i odznaczenia

### Sukcesy piłkarskie
SKIF Ordabasy Szymkent
- wicemistrz Kazachstanu: 1992
- finalista Pucharu Kazachstanu: 1995

Irtysz Pawłodar
- brązowy medalista Mistrzostw Kazachstanu: 2000

### Sukcesy indywidualne
- najlepszy piłkarz Mistrzostw Kazachstanu: 1994